# Korjukiwka
Korjukiwka (ukrainisch Корюківка; russisch Корюковка Korjukowka) ist eine Stadt in der Oblast Tschernihiw der Ukraine und Zentrum des gleichnamigen Rajons mit 5.700 Einwohnern (2023).

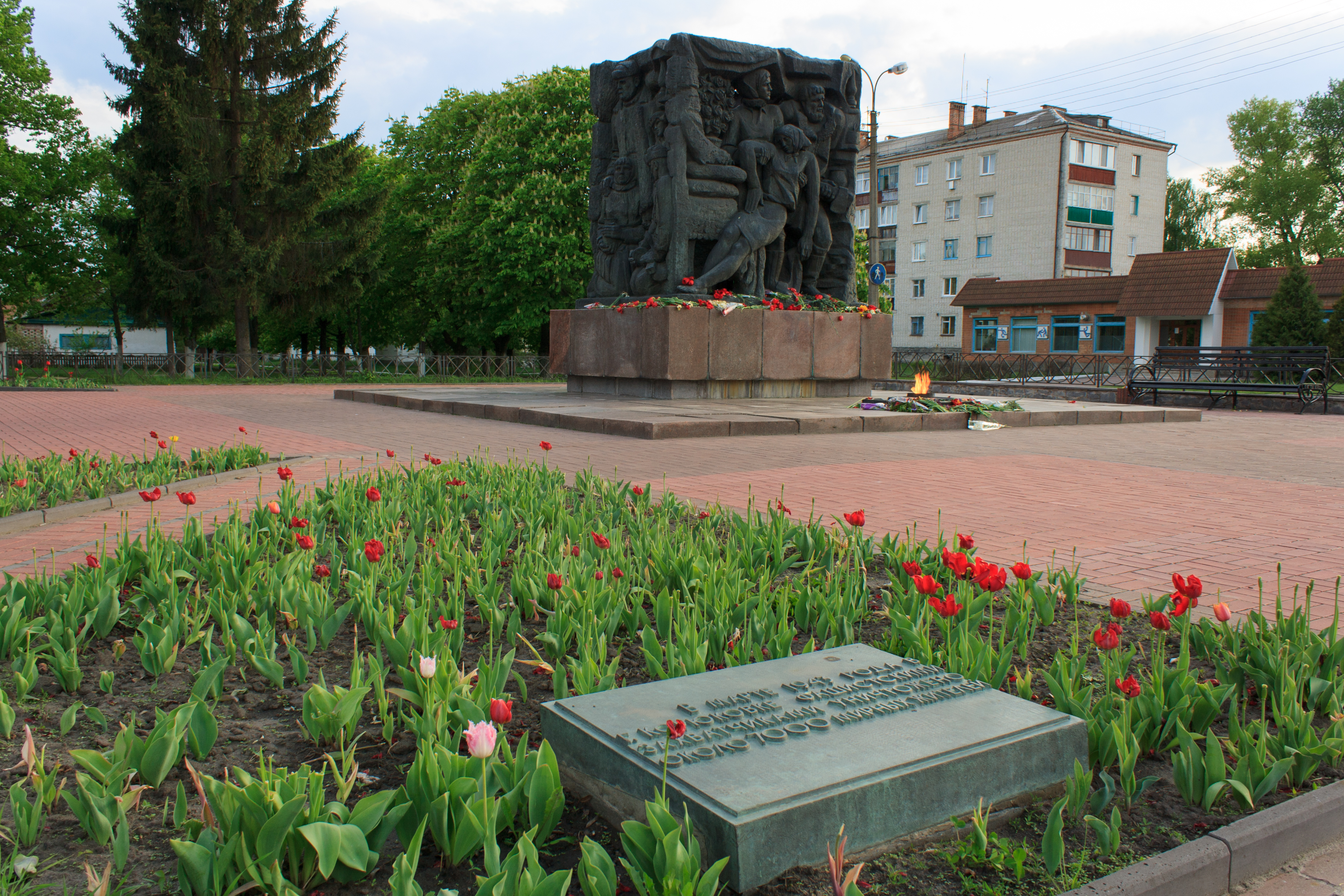
Mahnmal an das Massaker in Korjukiwka

In Korjukiwka trifft die Territorialstraße T–25–36 auf die T–25–12.

## Geschichte
Die Siedlung wurde 1657 von Siedlern der rechtsufrigen Ukraine gegründet. Unter diesen befand sich der Kosake Korjuka, auf den der Name der Ortschaft zurückgeht.
1958 erhielt Korjukiwka den Status einer Stadt.

## Verwaltungsgliederung
Am 3. Oktober 2016 wurde die Stadt zum Zentrum der neugegründeten Stadtgemeinde Korjukiwka (Корюківська міська громада/Korjukiwska miska hromada). Zu dieser zählten auch die 38 in der untenstehenden Tabelle aufgelisteten Dörfer sowie die Ansiedlung Dowha Hreblja, bis dahin bildete sie zusammen mit den Dörfern Lebiddja und Trudowyk die gleichnamige Stadtratsgemeinde Korjukiwka (Корюківська міська рада/Korjukiwska miska rada) im Zentrum des Rajons Korjukiwka.
Am 12. Juni 2020 kam noch die 25 Dörfer Baljassy, Beschkiwka, Biloschyzka Sloboda, Burkiwka, Domaschlyn, Kostjantyniwka, Lissowe, Lukowez, Lupassowe, Majbutnje, Nowoseliwka, Oleksandriwka, Ochramijewytschi, Parastowske, Pereljub, Pisky, Prybyn, Rybynsk, Romaniwska Buda, Rudnja, Sawynky, Schurawlewa Buda, Schyschkiwka, Stopylka und Wercholissja sowie die Ansiedlung Holubiwschtschyna zum Gemeindegebiet.
Folgende Orte sind neben dem Hauptort Korjukiwka Teil der Gemeinde:
| Name                     | Name               | Name                                       |
| ukrainisch transkribiert | ukrainisch         | russisch                                   |
| ------------------------ | ------------------ | ------------------------------------------ |
| Dowha Hreblja            | Довга Гребля       | Долгая Гребля (Dolgaja Greblja)            |
| Holubiwschtschyna        | Голубівщина        | Голубовщина (Golubowschtschina)            |
| Andronyky                | Андроники          | Андроники (Androniki)                      |
| Baljassy                 | Баляси             | Балясы                                     |
| Beschkiwka               | Бешківка           | Бешковка (Beschkowka)                      |
| Biloschyzka Sloboda      | Білошицька Слобода | Белошицкая Слобода (Beloschizkaja Sloboda) |
| Bohdaliwka               | Богдалівка         | Богдалевка (Bogdalewka)                    |
| Bretsch                  | Бреч               | Бречь                                      |
| Buda                     | Буда               | Буда                                       |
| Budyschtsche             | Будище             | Будище (Budischtsche)                      |
| Burkiwka                 | Бурківка           | Бурковка (Burkowka)                        |
| Chotijiwka               | Хотіївка           | Хотиевка (Chotijewka)                      |
| Chowdijiwka              | Ховдіївка          | Ховдиевка (Chowdijewka)                    |
| Domaschlyn               | Домашлин           | Домашлин (Domaschlin)                      |
| Huryniwka                | Гуринівка          | Гуриновка (Gurinowka)                      |
| Hutyschtsche             | Гутище             | Гутище (Gutischtsche)                      |
| Kostjantyniwka           | Костянтинівка      | Константиновка (Konstantinowka)            |
| Kostjutschky             | Костючки           | Костючки (Kostjutschki)                    |
| Kuhuky                   | Кугуки             | Кугуки (Kuguki)                            |
| Kyryliwka                | Кирилівка          | Кирилловка (Kirillowka)                    |
| Lebiddja                 | Лебіддя            | Лебедье (Lebedje)                          |
| Lissowe                  | Лісове             | Лесовое (Lessowoje)                        |
| Lubenez                  | Лубенець           | Лубенец                                    |
| Lukowez                  | Луковець           | Луковец                                    |
| Lupassowe                | Лупасове           | Лупасово (Lupassowo)                       |
| Machowyky                | Маховики           | Маховики (Machowiki)                       |
| Majbutnje                | Майбутнє           | Майбутне (Maibutne)                        |
| Naumiwka                 | Наумівка           | Наумовка (Naumowka)                        |
| Nowa Buda                | Нова Буда          | Новая Буда (Nowaja Buda)                   |
| Nowa Huryniwka           | Нова Гуринівка     | Новая Гуриновка (Nowaja Gurinowka)         |
| Nowoseliwka              | Новоселівка        | Новосёловка (Nowosjolowka)                 |
| Oleksandriwka            | Олександрівка      | Александровка                              |
| Olijnyky                 | Олійники           | Олейники (Oleiniki)                        |
| Ochramijewytschi         | Охрамієвичі        | Охрамиевичи (Ochramijewitschi)             |
| Oseredy                  | Озереди            | Озереды                                    |
| Parastowske              | Парастовське       | Парастовское (Parastowskoje)               |
| Peredil                  | Переділ            | Передел (Peredel)                          |
| Pereljub                 | Перелюб            | Перелюб                                    |
| Petrowa Sloboda          | Петрова Слобода    | Петрова Слобода                            |
| Pisky                    | Піски              | Пески (Peski)                              |
| Prybyn                   | Прибинь            | Прибынь (Pribin)                           |
| Rejmentariwka            | Рейментарівка      | Рейментаровка (Reimentarowka)              |
| Romaniwska Buda          | Романівська Буда   | Романовская Буда (Romanowskaja Buda)       |
| Rudnja                   | Рудня              | Рудня                                      |
| Rybynsk                  | Рибинськ           | Рыбинск (Rybinsk)                          |
| Sabariwka                | Забарівка          | Забаровка (Sabarowka)                      |
| Sachutiwka               | Сахутівка          | Сахутовка (Sachutowka)                     |
| Samsoniwka               | Самсонівка         | Самсоновка (Samsonowka)                    |
| Saljaddja                | Заляддя            | Залядье (Saljadje)                         |
| Samotuhy                 | Самотуги           | Самотуги (Samotugi)                        |
| Sawynky                  | Савинки            | Савинки (Sawinki)                          |
| Schurawlewa Buda         | Журавлева Буда     | Журавлёвая Буда (Schurawljowaja Buda)      |
| Schyschka                | Шишка              | Шишка (Schischka)                          |
| Schyschkiwka             | Шишківка           | Шишковка (Schischkowka)                    |
| Sjadryne                 | Сядрине            | Сядрино (Sjadrino)                         |
| Sosniwka                 | Соснівка           | Сосновка (Sosnowka)                        |
| Spytschuwate             | Спичувате          | Спичеватое (Spitschewatoje)                |
| Stopylka                 | Стопилка           | Стопилка (Stopilka)                        |
| Telne                    | Тельне             | Тельное (Telnoje)                          |
| Tjutjunnyzja             | Тютюнниця          | Тютюнница (Tjutjuniza)                     |
| Trudowyk                 | Трудовик           | Трудовик (Trudowik)                        |
| Turiwka                  | Турівка            | Туровка (Turowka)                          |
| Wercholissja             | Верхолісся         | Верхолесье (Wercholessje)                  |
| Wolowyky                 | Воловики           | Воловики (Wolowiki)                        |
| Wyssoke                  | Високе             | Высокое (Wyssokoje)                        |

## Massaker von Korjukiwka
Bereits 1942 hatten die deutschen Besatzer die gesamte jüdische Einwohnerschaft – rund 300 Personen – und anschließend weitere 131 Zivilisten erschossen, die angeblich Verbindungen zu Partisanen oder verwandtschaftliche Beziehungen zu kommunistischen Parteimitarbeitern im Bezirk hatten. Später wurden die Roma des Ortes, weitere 12 Menschen, ermordet.
1943 wurden fast alle Zivilisten des Ortes – mehr als 6700 Einwohner – bei einem Massaker ermordet: Es war eine „Strafaktion“ nach dem Angriff sowjetischer Partisanen auf die deutsch-ungarische Garnison am Bahnhof. Korjukiwka wurde damit zum Ort mit der höchsten Opferzahl einer „Vergeltungsaktion“ an der Zivilbevölkerung während des Zweiten Weltkriegs.
In der Nacht zum 27. Februar 1943 hatten die Partisanen angegriffen. Ihr Kommandeur, Theodosius Stupak, hatte ein starkes persönliches Motiv dafür, denn in der Kaserne waren seine beiden Söhne (12 und 13 Jahre) inhaftiert und seine Frau war dort am Vortag erschossen worden. Die Partisanen töteten nach eigenen Angaben 78 Soldaten und nahmen einige gefangen, die 97 Gefängnisinsassen wurden befreit. Stupak selbst kam bei dem Angriff ums Leben. Die Partisanen meldeten nach Moskau die Zerstörung von unter anderem einer Telefonstation, einer mechanischen Werkstatt, eines Kraftstofflagers, von 18 Eisenbahnwaggons und dem Gebäude der Staatsbank. Dort hatten sie einen Safe gesprengt und 320.000 sowjetische Rubel gefunden.
Am Morgen des 1. März 1943 umstellten SS und ungarische Einheiten, wohl unterstützt von einheimischer Hilfspolizei, die Siedlung Korjukiwka. Die Todeskommandos durchsuchten die Stadt und setzten Häuser in Brand. Sie trieben die Menschen in große Gebäude wie das Theater oder das Restaurant, erschossen sie dort oder warfen sie lebendig ins Feuer. Im Restaurant wurden etwa 500 Menschen getötet; fünf überlebten. Insgesamt wurden am 1. und 2. März über 6700 Menschen ermordet und 1290 Häuser niedergebrannt. Am 9. März kehrten die Todeskommandos zurück und töteten angetroffene Einwohner, die dem Massaker entkommen waren. Von den Opfern konnten lediglich 1893 später identifiziert werden, darunter 704 Kinder und Jugendliche und 1097 Frauen.
An der Spitze der Partisanen stand Oleksij Fedorow, ein Offizier des NKWD.
Dem Historiker Dmytro Wjedjenjejew lagen sowjetische Dokumente vor (der Akt der Tschernihiwer Gebietskommission vom 17. Dezember 1943 über die Feststellung und Nachforschung der Verbrechen von nazideutschen Besatzern in Korjukiwka), wonach der Massenmord von der SS und der ukrainischen Schutzmannschaft begangen wurde. Danach waren 300 bis 500 Täter an dem Kriegsverbrechen beteiligt.
Die Angabe, es habe sich bei den Tätern um ukrainische Schutztruppen gehandelt, ist umstritten. Auf die Anfrage des Ukrainischen Instituts für Nationale Erinnerung teilte die Bundesagentur für Sicherheit der Russischen Föderation mit dem offiziellen Schreiben zu den unmittelbaren Tätern des Massakers mit: Erschießungen der Zivilisten, Zerstörungen der Ortschaften und andere Kriegsverbrechen auf dem Territorium der Oblast Tschernihiw wurden von Oktober 1942 bis September 1943 von Armeeangehörigen der Leichten Division 105 der ungarischen Östlichen Heeresgruppe nach Direktiven des Befehlshabers Generalleutnant Zoltán Álgya-Pap (geb. 1895 in Budapest) verübt. Insgesamt nahmen die ungarischen Truppen an der Vernichtung von bis zu 60.000 Zivilisten im Tschernihiwer Gebiet teil.
Den Befehl zu der Vergeltungsaktion gab Bruno Franz Beyer (geb. 1888 in Kassel) als Chef des Stabes der Hauptfeldkommandantur 399.

## Erinnerungskultur
In der Ukraine ist Korjukiwka das herausragende „Symbol für die Vernichtung der nicht-jüdischen Zivilbevölkerung während der deutschen Besatzung“. Erst 1977 wurde in Korjukiwka ein Granitdenkmal der ukrainischen Bildhauerin Inna Kolomijez errichtet. Die vier Basreliefs zeigen Szenen der Vernichtung, unter anderen drei Mütter mit vier Kindern in lodernden Flammen. Die Inschrift jedoch transportiert die lange Zeit übliche Formel: „In Ehren des heroischen Widerstands gegen die deutsch-faschistischen Invasoren“.
Lokale Gedenkinitiativen wurden erst unter Gorbatschow möglich, so entstand 1988 eine erste Publikation. Botschafter Dietmar Stüdemann nahm als erster offizieller Vertreter Deutschlands 2005 an einer Gedenkveranstaltung teil. 2010 erschien ein Gedenkbuch, das 1300 Namen von Opfern auflistete. Weitere Exhumierungen zur Feststellung von Identitäten folgten. Durch Dekret des Präsidenten Janukowitsch sollte 2013 zum 70. Jahrestag ein offizielles Gedenken feierlich begangen werden. Dazu kam wegen der Revolution nicht mehr.
Bundespräsident Frank-Walter Steinmeier besuchte den Ort am 6. Oktober 2021 und erneut am 25. Oktober 2022. Dabei gedachte er jeweils der Opfer des Massakers. Auf deutsche Vermittlung erhielt der Ort Motor- und Betonsägen sowie Dieselgeneratoren, um die Schutzkeller der Schulen zu heizen. 2022 sollte im Museum für lokale Geschichte ein Gespräch mit Bewohnern des Ortes stattfinden. Aufgrund eines Luftalarms musste die Begegnung in den Luftschutzkeller des Bezirksgerichts verlegt werden. Steinmeier überbrachte unter anderem eine Einladung der Stadt Waldkirch für eine Städtepartnerschaft mit Korjukiwka.

## Einwohnerentwicklung
| 1923  | 1926  | 1939  | 1959  | 1970  | 1979   | 1989   | 2001   | 2010   | 2019   |
| ----- | ----- | ----- | ----- | ----- | ------ | ------ | ------ | ------ | ------ |
| 5.932 | 6.609 | 9.744 | 9.625 | 9.837 | 12.004 | 14.247 | 14.318 | 13.416 | 12.693 |

Quelle: